# Hexenflug

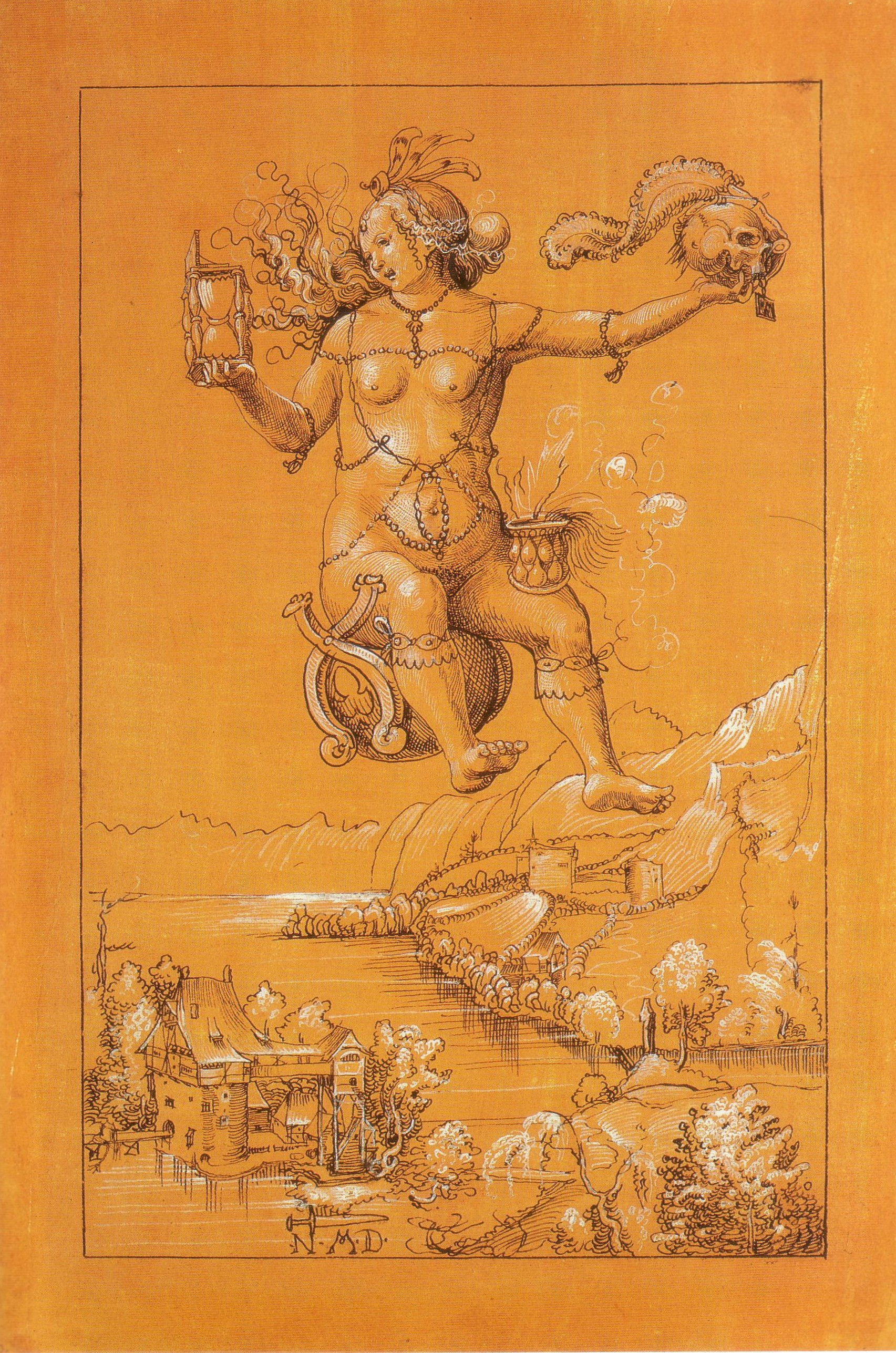
Niklaus Manuel, genannt Deutsch, (um 1484–1530): Hexe, den Schädel des Malers durch die Lüfte tragend, Federzeichnung (Basel Kupferstichkabinett)

Hexenflug oder Hexenritt meint die mittelalterliche und frühneuzeitliche Vorstellung, Hexen könnten auf Besen, Tieren, Stühlen und Ähnlichem durch die Luft fliegen. Zusammen mit der Idee des Hexensabbats zählt der Hexenflug zu den entscheidenden Elementen der frühneuzeitlichen Hexenlehre.

## Entwicklung bis ins 15. Jahrhundert
Aus der Antike übernahm man in Europa die Vorstellung von sogenannten „Strigen“. Man stellte sich vor, dass sich diese dämonischen Wesen in eulenartige Tiere verwandelten und durch die Luft flogen, um nach Kindern Ausschau zu halten, welchen sie das Blut aussaugen könnten. Neben dieser Vorstellung existierte gleichzeitig die Vorstellung von einer Schar Frauen, welche auf nächtlichen Flügen den Göttinnen Perchta oder Holda folgen sollten. Spätestens seit dem 12. Jahrhundert vermischten sich diese Vorstellungen. Die um 1220 entstandene Edda erwähnt einen Zauberspruch zur Abwehr von „Zaunreiterinnen“ (túnriđur), die die Kunst des magischen Fluges beherrschen. Die Realität des Hexenfluges wurde im 10. Jahrhundert im Canon episcopi von Regino von Prüm abgelehnt.

## Entwicklung ab dem 15. Jahrhundert
Auch wenn die Theologie die Realität des Hexenfluges bestritt, war der Glaube und die Vorstellung von nächtlichen Ausfahrten in der Bevölkerung weit verbreitet. Durch das Erscheinen des Hexenhammers von Heinrich Kramer und der darin enthaltenen Argumentation konnte die Kirche den Hexenflug nicht mehr länger ablehnen.

## Vorstellung des Vorgangs und Bedeutung des Fluges

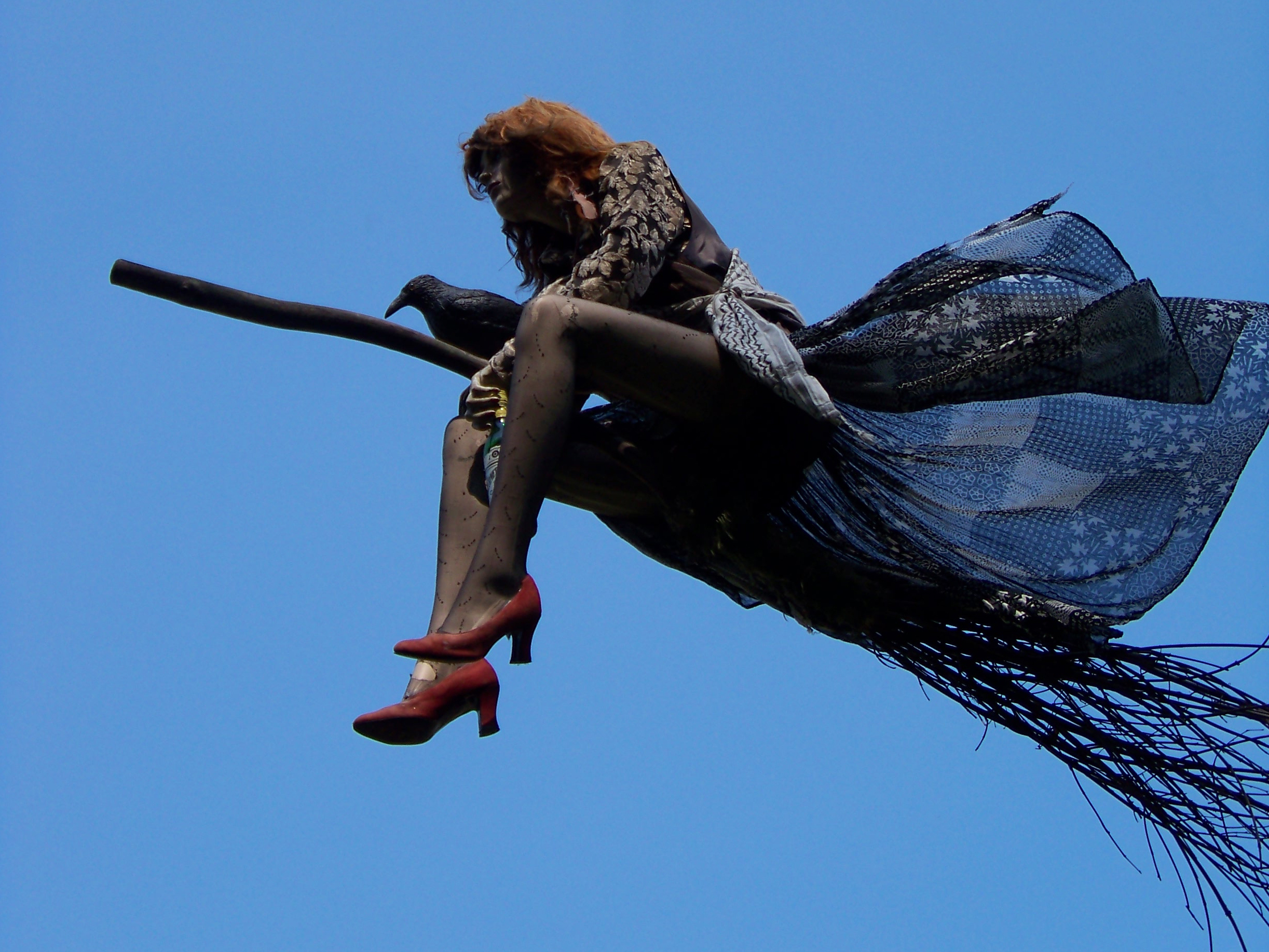
Eine als Hexe verkleidete Statuette reitet auf ihrem verzauberten Hexenbesen im tschechischen Hradištko durch die Luft (2012)

In seinem Hexenhammer beschreibt Kramer, dass Hexen mit aus (vor allem ungetauften) Kindern hergestellten Hexensalben Gegenstände, wie etwa Sessel oder Holzstücke einrieben. Mit Hilfe eines Dämons erhöben sie sich dann in die Lüfte, um an Versammlungen anderer Hexen und an Hexensabbaten teilzunehmen. Kramer weist aber auch darauf hin, dass ein Flug auch ohne Einwirkung des Dämons, ohne Salbe und auch ohne Gegenstände möglich sei.
Die Vorstellungen von Hexensabbaten und Hexentänzen waren in den Köpfen der europäischen Bevölkerung fest verankert (mit Ausnahme von Schottland und den orthodoxen Gebieten Osteuropas). Da man sich vorstellte, dass die Hexen auf derlei Veranstaltungen mit dem Teufel paktierten, war der Hexenflug unerlässlich, da diese Versammlungen für die Hexen sonst unerreichbar gewesen wären.